# Caledonia (Columbia County, Wisconsin)
Die Town of Caledonia ist eine von 21 Towns im Columbia County im US-amerikanischen Bundesstaat Wisconsin. Im Jahr 2010 hatte die Town of Caledonia 1378 Einwohner.
Die Town of Caledonia ist Bestandteil der Metropolregion Madison.

## Geographie
Die Town of Caledonia liegt im mittleren Süden Wisconsins, innerhalb eines großen Bogens des Wisconsin River. Dessen Mündung bei Prairie du Chien in den die Grenze zu Minnesota bildenden Mississippi befindet sich rund 160 km westlich.
Der mittlere Bereich des Towngebietes wird von zwei Hügelketten geprägt, der von West nach Ost verlaufenden North Range und der von Südwesten herstreichenden South Range, die sich am Cascade Mountain, knapp westlich des Autobahnkreuzes, treffen und enden. Der Baraboo River fließt nördlich dieser Hügel von Westen nach Osten durch das Gebiet Caledonias und mündet unweit des Long Lake, einem ehemaligen Altwasser, in den Wisconsin River. Das Zentrum der Gemarkung, das zwischen North und South Range liegt, wird durch den Rowley Creek entwässert, der nach Westen mäandriert und westlich von Caledonia in den da noch nordwärts strebenden Baraboo River mündet. Südlich der Hügelkette nimmt der Prentice Creek das abfließende Wasser auf und leitet es in der Stoners Bay dem da zum Lake Wisconsin aufgestauten Wisconsin River zu.
Im Towngebiet verstreut liegen weitere kleine Seen; das Gebiet nördlich von I-90/I-94 ist als Pine Island State Wildlife Area unter Schutz gestellt.
Die Koordinaten der geographischen Mitte der Town of Caledonia sind 43°29′01″ nördlicher Breite und 89°30′51″ westlicher Länge. Sie erstreckt sich über eine Fläche von 164,8 km², die sich auf 154,1 km² Land- und 10,7 km² Wasserfläche verteilen. 
Die Town of Caledonia liegt im Westen des Columbia County und grenzt an folgende Nachbartowns:
| Town of Fairfield (Sauk County)                                 | Town of Lewiston                            | Town of Fort Winnebago |
| Town of Greenfield (Sauk County) Town of Merrimac (Sauk County) | Kompassrose, die auf Nachbargemeinden zeigt | Town of Pacific        |
| Town of West Point                                              | Town of Lodi                                | Town of Dekorra        |

## Verkehr
Die beiden Interstate-Autobahnen I-90 und I-94 führen gemeinsam von Madison nach Nordwesten an Caledonia vorbei; hier zweigt die Interstate I-39 nach Norden ab. Durch das Gebiet Caledonias führt in Ost-West-Richtung auch die Wisconsin State Route 33.
Mit dem Portage Municipal Airport befindet sich rund 3 km hinter der nordöstlichen Grenze der Town ein kleiner Flugplatz. Der nächste Verkehrsflughafen ist der Dane County Regional Airport in Wisconsins Hauptstadt Madison (rund 50 km südsüdöstlich).

## Bevölkerung
Nach der Volkszählung im Jahr 2010 lebten in der Town of Caledonia 1378 Menschen in 549 Haushalten. Die Bevölkerungsdichte betrug 8,9 Einwohner pro Quadratkilometer. In den 549 Haushalten lebten statistisch je 2,48 Personen. 
Ethnisch betrachtet setzte sich die Bevölkerung zusammen aus 97,6 Prozent Weißen, 0,5 Prozent Afroamerikanern, 0,6 Prozent amerikanischen Ureinwohnern sowie 0,6 Prozent aus anderen ethnischen Gruppen; 0,7 Prozent stammten von zwei oder mehr Ethnien ab. Unabhängig von der ethnischen Zugehörigkeit waren 1,5 Prozent der Bevölkerung spanischer oder lateinamerikanischer Abstammung. 
19,5 Prozent der Bevölkerung waren unter 18 Jahre alt, 67,5 Prozent waren zwischen 18 und 64 und 13,0 Prozent waren 65 Jahre oder älter. 47,5 Prozent der Bevölkerung war weiblich.
Das mittlere jährliche Einkommen eines Haushalts lag bei 74.145 USD. Das Pro-Kopf-Einkommen betrug 39.370 USD. 1,4 Prozent der Einwohner lebten unterhalb der Armutsgrenze.

## Ortschaften in der Town of Caledonia
Auf dem Gebiet der Town of Caledonia liegt neben Streubesiedlung noch die gemeindefreie Siedlung Durwards Glen.